# Welo-Wocha
Welo-Wocha (gr. Δήμος Βέλου-Βόχας, Dimos Welo-Wocha) – gmina w Grecji, w administracji zdecentralizowanej Peloponez, Grecja Zachodnia i Wyspy Jońskie, w regionie Peloponez, w jednostce regionalnej Koryntia. Siedzibą gminy jest Zewgolatio. W 2011 roku liczyła 19 027 mieszkańców. Powstała 1 stycznia 2011 roku w wyniku połączenia dotychczasowych gmin Welo i Wocha.